# Huluganahalli, Maddur
Huluganahalli là một làng thuộc tehsil Maddur, huyện Mandya, bang Karnataka, Ấn Độ.